# Caribbean Club Championship 2020
Caribbean Club Championship 2020 var den tjugoandra säsongen av Caribbean Club Championship, Karibiens största fotbollsturnering. Gruppspelet spelades under januari och februari, medan slutspelet var tänkt att spelas under maj 2020. Slutspelet ställdes in och ingen mästare korades.

## Gruppspel

### Grupp A
| Nr | Lag        | S | V | O | F | GM | IM | MS | P |
| -- | ---------- | - | - | - | - | -- | -- | -- | - |
| 1  | Waterhouse | 2 | 1 | 1 | 0 | 3  | 0  | +3 | 4 |
| 2  | Cibao      | 2 | 0 | 2 | 0 | 1  | 1  | 0  | 2 |
| 3  | Don Bosco  | 2 | 0 | 1 | 1 | 1  | 4  | −3 | 1 |

|             | 29 januari 2020 | Waterhouse | 0 – 0   | Cibao | Anthony Spaulding Sports Complex          |                                           |
| 19:00 UTC−5 | 19:00 UTC−5     |            | Rapport |       | Kingston Domare: Ben Whitty (Caymanöarna) | Kingston Domare: Ben Whitty (Caymanöarna) |
| 19:00 UTC−5 | 19:00 UTC−5     |            |         |       | Kingston Domare: Ben Whitty (Caymanöarna) | Kingston Domare: Ben Whitty (Caymanöarna) |
| 19:00 UTC−5 | 19:00 UTC−5     |            |         |       | Kingston Domare: Ben Whitty (Caymanöarna) | Kingston Domare: Ben Whitty (Caymanöarna) |

|             | 31 januari 2020 | Cibao           | 1 – 1           | Don Bosco             | Anthony Spaulding Sports Complex      |                                       |
| 15:00 UTC−5 | 15:00 UTC−5     | Pablo Marisi 7′ | (1 – 0) Rapport | 62′ (sjm.) Alan Aciar | Kingston Domare: Rubiel Vazquez (USA) | Kingston Domare: Rubiel Vazquez (USA) |
| 15:00 UTC−5 | 15:00 UTC−5     |                 |                 |                       | Kingston Domare: Rubiel Vazquez (USA) | Kingston Domare: Rubiel Vazquez (USA) |
| 15:00 UTC−5 | 15:00 UTC−5     |                 |                 |                       | Kingston Domare: Rubiel Vazquez (USA) | Kingston Domare: Rubiel Vazquez (USA) |

|             | 2 februari 2020 | Waterhouse | 3 – 0   | Don Bosco | Anthony Spaulding Sports Complex |          |
| 18:00 UTC−5 | 18:00 UTC−5     |            | Rapport |           | Kingston                         | Kingston |
| 18:00 UTC−5 | 18:00 UTC−5     |            |         |           | Kingston                         | Kingston |
| 18:00 UTC−5 | 18:00 UTC−5     |            |         |           | Kingston                         | Kingston |

### Grupp B
| Nr | Lag              | S | V | O | F | GM | IM | MS | P |
| -- | ---------------- | - | - | - | - | -- | -- | -- | - |
| 1  | Atlético Pantoja | 2 | 2 | 0 | 0 | 6  | 0  | +6 | 6 |
| 2  | Arcahaie         | 2 | 1 | 0 | 1 | 1  | 2  | −1 | 3 |
| 3  | Portmore United  | 2 | 0 | 0 | 2 | 0  | 5  | −5 | 0 |

|             | 5 februari 2020 | Portmore United | 0 – 4           | Atlético Pantoja                                          | Anthony Spaulding Sports Complex          |                                           |
| 19:00 UTC−5 | 19:00 UTC−5     |                 | (0 – 2) Rapport | 4′, 82′ Nerlin Saint-Vil 37′ Erick Ozuna 90′ Luis Espinal | Kingston Domare: Erick Lezama (Nicaragua) | Kingston Domare: Erick Lezama (Nicaragua) |
| 19:00 UTC−5 | 19:00 UTC−5     |                 |                 |                                                           | Kingston Domare: Erick Lezama (Nicaragua) | Kingston Domare: Erick Lezama (Nicaragua) |
| 19:00 UTC−5 | 19:00 UTC−5     |                 |                 |                                                           | Kingston Domare: Erick Lezama (Nicaragua) | Kingston Domare: Erick Lezama (Nicaragua) |

|             | 7 februari 2020 | Atlético Pantoja                                | 2 – 0           | Arcahaie | Anthony Spaulding Sports Complex               |                                                |
| 15:00 UTC−5 | 15:00 UTC−5     | Nerlin Saint-Vil 80′ (str.) Leonardo Ossa 90+4′ | (0 – 0) Rapport |          | Kingston Domare: Diego Montaño Robles (Mexiko) | Kingston Domare: Diego Montaño Robles (Mexiko) |
| 15:00 UTC−5 | 15:00 UTC−5     |                                                 |                 |          | Kingston Domare: Diego Montaño Robles (Mexiko) | Kingston Domare: Diego Montaño Robles (Mexiko) |
| 15:00 UTC−5 | 15:00 UTC−5     |                                                 |                 |          | Kingston Domare: Diego Montaño Robles (Mexiko) | Kingston Domare: Diego Montaño Robles (Mexiko) |

|             | 9 februari 2020 | Portmore United | 0 – 1           | Arcahaie        | Anthony Spaulding Sports Complex                      |                                                       |
| 18:00 UTC−5 | 18:00 UTC−5     |                 | (0 – 0) Rapport | 85′ Marc Beldor | Kingston Domare: Kimbell Ward (Saint Kitts och Nevis) | Kingston Domare: Kimbell Ward (Saint Kitts och Nevis) |
| 18:00 UTC−5 | 18:00 UTC−5     |                 |                 |                 | Kingston Domare: Kimbell Ward (Saint Kitts och Nevis) | Kingston Domare: Kimbell Ward (Saint Kitts och Nevis) |
| 18:00 UTC−5 | 18:00 UTC−5     |                 |                 |                 | Kingston Domare: Kimbell Ward (Saint Kitts och Nevis) | Kingston Domare: Kimbell Ward (Saint Kitts och Nevis) |

## Kvalificering
Resultaten från gruppspelet användes för att avgöra vilket lag som kvalificerade för Champions League respektive vilka som kvalificerade sig för Concacaf League.
| Nr | Lag (grupp)          | S | V | O | F | GM | IM | MS | P |
| -- | -------------------- | - | - | - | - | -- | -- | -- | - |
| 1  | Atlético Pantoja (B) | 2 | 2 | 0 | 0 | 6  | 0  | +6 | 6 |
| 2  | Waterhouse (A)       | 2 | 1 | 1 | 0 | 3  | 0  | +3 | 4 |
| 3  | Arcahaie (B)         | 2 | 1 | 0 | 1 | 1  | 2  | −1 | 3 |
| 4  | Cibao (A)            | 2 | 0 | 2 | 0 | 1  | 1  | 0  | 2 |
| 5  | Don Bosco (A)        | 2 | 0 | 1 | 1 | 1  | 4  | −3 | 1 |
| 6  | Portmore United (B)  | 2 | 0 | 0 | 2 | 0  | 5  | −5 | 0 |